# Lucas Carrera
Lucas Carrera Castaño (Mar del Plata, Argentina, 20 de febrero de 1984), es un futbolista profesional argentino que juega como mediocampista, actualmente milita en el Diriangén FC de la Primera División de Nicaragua, con el cual firmó contrato el día lunes 13 de julio de 2015.